# دونبار رولاند
دونبار رولاند (بالإنجليزية: Dunbar Rowland)‏ هو أمين الأرشيف ومؤرخ ومحامي أمريكي، ولد في 25 أغسطس 1864 في أوكلاند في الولايات المتحدة، وتوفي في 1 نوفمبر 1937 في جاكسون في الولايات المتحدة.